# Pieria (moglie di Ossilo)
Pieria (in greco antico: Πιερία?, Piería) era un personaggio della mitologia greca, moglie di Ossilo. 
Dalla loro unione nacquero i figli Etolo e Laia. Il primo morì giovane mentre il secondo successe al padre il re d'Elide.

## Mitologia
Pausania e Strabone si differenziano per quanto riguarda gli eventi successivi alla morte del padre in quanto Etolo morì giovane e, dovendo rispettare ciò che predisse l'oracolo, dovettero seppellirlo sotto la porta della città che conduceva ad Olimpia.
Il secondo figlio, invece, succedette al trono del padre.